# HMAS Kooronga
HMAS Kooronga – australijski okręt pomocniczy służący w Royal Australian Navy (RAN) od 1917 do 1948 jako holownik, okręt zaopatrzeniowy oraz szkolny. Po zakończeniu służby w RAN, już jako „Black Witch II”, był używany jako trawler.

## Historia
Okręt został wodowany w 1917 w stoczni RAN Williamston Dockyard. Kadłub liczył 21 metrów długości i 4,3 metra szerokości, miał konstrukcję drewnianą. Okręt miał jedną śrubę i napędzany był silnikiem wysokoprężnym o mocy 126 KM. Według niektórych źródeł, był to pierwszy okręt RAN z silnikiem wysokoprężnym. Według ówczesnych doniesień prasowych, okręt kosztował 27 tysięcy funtów.
W 1922 na okręcie doszło do awarii maszyn, co było komentowane w ówczesnej prasie.
6 czerwca 1924 okręt został przemianowany na HMAS „Cerberus III”, służył wówczas jako okręt szkoleniowy w bazie RAN Flinders Naval Depot w Western Port w Wiktorii. W 1938 okręt wziął udział w przeglądzie floty RAN-u.
W czasie II wojny światowej okręt został ponownie przemianowany na HMAS „Kooronga”. 28 czerwca 1940 „Kooronga” wszedł na mieliznę przewożąc załogę HMAS „Perth” na ich własny okręt. „Kooronga” pozostał na mieliźnie do 14 lipca, po ściągnięciu go na wodę został w późniejszym czasie wyremontowany.
Okręt został sprzedany w 1948 (jego następcą był holownik TB10 przemianowany później na HMAS „Cerberus IV”) i przebudowany na szkuner.
Po zakupie przez prywatnego właściciela, „Kooronga” został przemianowany na „Black Witch II” i przebudowany na dwumasztowy szkuner, już pod tą nazwą był używany jako trawler.
14 sierpnia 1958, w okolicy Apollo Bay statek został wyrzucony na brzeg w czasie sztormu, skąd nie mógł już zostać uratowany.